# Antonio Dorado Soto
Antonio Dorado Soto (Urda, 18 giugno 1931 – Malaga, 17 marzo 2015) è stato un vescovo cattolico spagnolo.

## Biografia
Antonio Dorado Soto nacque a Urda il 18 giugno 1931.

### Formazione e ministero sacerdotale
Fece gli studi primari nella sua località di origine e compì gli studi ecclesiastici nel seminario conciliare di Toledo. Nel 1956 conseguì la laurea in teologia presso la Pontificia Università di Comillas.
Il 1º aprile 1956 fu ordinato presbitero. In seguito fu professore presso i seminari maggiore e minore di Toledo; assistente ecclesiastico dell'apostolato rurale; vice-assistente dei Cursillos de Cristiandad; cappellano delle suore mariste e dei fratelli maristi, vice-assistente del ramo maschile di Azione Cattolica. Nel 1964 fu nominato assistente nazionale dell'apostolato rurale.
Successivamente si trasferì nella diocesi di Guadix. Prestò servizio come vicario generale e arcidiacono del capitolo della cattedrale. Nel 1969 fu eletto vicario capitolare.

### Ministero episcopale
Il 31 marzo 1970 papa Paolo VI lo nominò vescovo di Guadix. Ricevette l'ordinazione episcopale il 10 maggio successivo nella cattedrale di Guadix dall'arcivescovo Luigi Dadaglio, co-consacranti il cardinale Vicente Enrique y Tarancón, arcivescovo metropolita di Toledo, e l'arcivescovo metropolita di Oviedo Gabino Díaz Merchán. Durante la stessa celebrazione prese possesso della diocesi.
Il 1º settembre 1973 lo stesso papa Paolo VI lo nominò vescovo di Cadice e Ceuta. Prese possesso della diocesi il 20 ottobre successivo.
Il 26 marzo 1993 papa Giovanni Paolo II lo nominò vescovo di Malaga. Prese possesso della diocesi il 23 maggio successivo.
Il 10 ottobre 2008 papa Benedetto XVI accettò la sua rinuncia al governo pastorale della diocesi per raggiunti limiti di età. Continuò a reggere la diocesi come amministratore apostolico fino all'ingresso in diocesi del suo successore, il 13 dicembre successivo. In seguito si trasferì nella casa di spiritualità diocesana vicino al seminario.
In seno alla Conferenza episcopale spagnola fu membro del comitato esecutivo dal 1981 al 1984 e dal 2002 al 2005; presidente della commissione per il clero dal febbraio del 1984 al 1993; presidente della commissione per l'insegnamento e la catechesi da 1993 al 1999 e dal 2005 al 2008; membro della stessa dal 2008 e membro della commissione per le migrazioni dal 2011.
Fu anche delegato per la vita religiosa dell'Assemblea dei vescovi della Spagna meridionale.
Morì a Malaga la mattina del 17 marzo 2015 all'età di 83 anni per problemi respiratori. Le esequie si tennero il giorno successivo alle ore 13 nella cattedrale di Malaga. Al termine del rito fu sepolto nella cripta della cappella dell'Incarnazione nello stesso edificio.

## Opere
- Los caminos del apostolado seglar;
- Los caminos de nuestra Iglesia;
- María, la Virgen Madre de Dios.

## Genealogia episcopale
La genealogia episcopale è:
- Cardinale Scipione Rebiba
- Cardinale Giulio Antonio Santori
- Cardinale Girolamo Bernerio, O.P.
- Arcivescovo Galeazzo Sanvitale
- Cardinale Ludovico Ludovisi
- Cardinale Luigi Caetani
- Cardinale Ulderico Carpegna
- Cardinale Paluzzo Paluzzi Altieri degli Albertoni
- Papa Benedetto XIII
- Papa Benedetto XIV
- Papa Clemente XIII
- Cardinale Marcantonio Colonna
- Cardinale Giacinto Sigismondo Gerdil, B.
- Cardinale Giulio Maria della Somaglia
- Cardinale Carlo Odescalchi, S.I.
- Cardinale Costantino Patrizi Naro
- Cardinale Lucido Maria Parocchi
- Papa Pio X
- Cardinale Gaetano De Lai
- Cardinale Raffaele Carlo Rossi, O.C.D.
- Cardinale Amleto Giovanni Cicognani
- Cardinale Luigi Dadaglio
- Vescovo Antonio Dorado Soto